# Le Royaume du Nord
Le Royaume du Nord est le titre d'une série romanesque en six volumes que l'écrivain Bernard Clavel écrivit de 1983 à 1989, qui se passent au Canada dans la province de Québec où l'écrivain a résidé avec quelques interruptions entre 1978 et 1988.
Cette épopée comprend les ouvrages suivants : 
- Volume I : Harricana
- Volume II : L'or de la terre
- Volume III : Miserere
- Volume IV : Amarok
- Volume V : L'angélus du soir
- Volume VI : Maudits sauvages

Bernard Clavel nous raconte dans cette suite de six romans l'aventure de pionniers du Canada qui, à force de volonté, de persévérance, de privation et de douleurs, ont réussi peu à peu à s'implanter dans cette région peu hospitalière. L'Abitibi, c'est une de ces immenses étendues situées quelque part entre Ottawa et la Baie James.
Ils ont participé à la construction du transcanadien, à la ruée vers l'or, ils ont ouvert des chantiers, défriché, arraché les souches pour "faire de la terre", une terre arable qu'ils pourront cultiver. Mais c'était compter sans les éléments, les fleuves parfois dangereux, les montagnes, tour à tour le chaud et le froid, les vents violents, les loups menaçants, des éléments qui inondent leurs terres, la mine d'or, qui détruisent en si peu de temps ce qu'ils ont mis tant de temps à construire. Il y a beaucoup de malheurs parmi ces populations qui ne peuvent compter que sur elles-mêmes et c'est en même temps un beau rêve, un rêve précaire confronté à la réalité.
Il dit volontiers que son mariage avec la romancière québécoise Josette Pratte a insufflé « à son œuvre une deuxième vie. » et d'abord cette grande fresque romanesque Le Royaume du Nord, inspirée par l'aventure des pionniers canadiens. Il dit aussi dans une interview organisée par son éditeur : « Le Royaume du Nord en son immensité m'a offert tant d'existences pathétiques qu'il me faudrait encore des milliers de pages pour conter son histoire... J'ai des carnets bourrés de visages, de regards, de paroles, de blessures, de ruptures, de retours et de cris déchirants. [...] Notant ainsi, en style télégraphique, ce que je tiens à conserver des êtres et de nos rencontres, je pourrais m'en aller en vivant mon amour sans rien laisser sur la neige que des traces de pas... »
Cette épopée faite par des gens simples commence près du fleuve Harricana pour se terminer longtemps après auprès de ces Maudits sauvages qui finiront eux aussi par être vaincus. François Nourissier a dit : « En lisant Le Royaume du Nord, on pense souvent à Victor Hugo. »

## Présentation générale
- Harricana, nom du premier volume de cette série, c'est un fleuve de cette région quasi désertique l'Abitibi, c'est aussi l'histoire de la famille Robillard, famille de pionniers affrontant l'immense toundra traversée de lacs, de marécages et de forêts, confrontée à de terribles hivers dont ils n'avaient pas idée, aux trappeurs et aux Indiens algonquins.

- Avec L'or de la terre, l'auteur nous fait partager une nouvelle "ruée vers l'or". Le mirage de l'or va pousser Maxime Jordan et quelques prospecteurs vers ce nord mythique où ils rêvent de faire fortune, qui pousse les hommes toujours plus loin avec traîneaux et équipages. Ils finissent par atteindre une île, une île mystérieuse perdue au milieu d'un lac immense, le lac Ouanaka. Une espèce de ville va naître avec ses baraques en bois et une faune attirée par la vie facile. C'est une nouvelle version du far-west où la force brutale fait office de loi, où les fortunes se font et se défont à une vitesse record. La nature va finir par prendre sa revanche et faire payer aux hommes -et plus particulièrement à Maxime Jordan, avide et dur à la besogne- leur soif de l'or.

Tout ici est splendide et tragique.
- La crise économique de 1929 menace de s'étendre dans ce troisième volet intitulé Miserere. Beaucoup de familles poussées par la misère espèrent trouver dans la province du Nord de meilleures conditions de vie. Parmi elles, Cyrille Labrèche, Martin Garneau, Koliare l'Ukrainien et aussi Billon l'ancien maçon sont partis dans cette aventure, emmenant des femmes plutôt inquiètes mais fort courageuses, pour fuir des villes submergées par la rigueur de la crise. Mais ils seront vite déçus, leur nouvelle vie, ils devront la conquérir à la force de leurs bras, lutter contre cette immense forêt, la neige et la glace, parfois contre eux-mêmes.

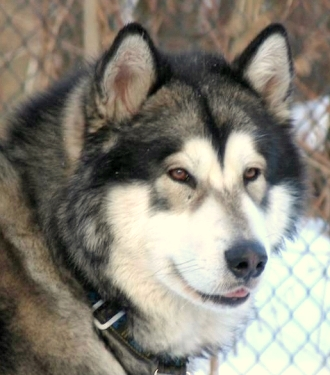
Amarok, un malamute

- Dans Amarok, les destins s'entrecroisent pour se rejoindre dans une folle épopée que mènera les trois personnages de cette histoire jusqu'aux confins de la banquise. Jusqu'alors, Raoul le vieux trappeur toujours taraudé par l'appel de l'aventure, vivait tranquille avec son fidèle Amarok, chien de traîneau, malamute croisé de loup. Mais un soir, son filleul Timax commet l'irréparable : lors d'une bagarre, cette force de la nature tue un policier d'un coup de poing bien asséné. Affolé par les conséquences de son acte, il décide de fuir le plus loin possible. Mais Raoul ne peut laisser son filleul partir seul et affronter tous les dangers qu'il va rencontrer. Finalement, ils partent tous les deux accompagnés du fidèle Amarok, une épopée qui les conduira à leur perte dans cet extrême nord au climat terrible.

- Maintenant, Cyrille Labrèche se retrouve seul, dernier témoin des drames qui se sont déroulés sur les rives glacées de la rivière Harricana où ne subsiste plus que des villes fantômes. Il fait ce qu'il peut avec son cheval et les forces qui lui restent. On dirait que rien ne viendra à bout de cet homme à la volonté de fer qui maudit tous ceux qui sont partis, qui l'ont abandonné et qui, pire encore, ont abandonné leur terre. Dans sa fatigue, dans son délire, il les voit tous revenir et attend ce moment quand l'angélus du soir sonnera à nouveau au clocher de Val Cadieu. Mais lui aussi, finalement vaincu, sera obligé de partir, laissant le silence s'installer.

- Maudits sauvages le dernier volume de la série, parle de ces maudits indiens, ces empêcheurs de tourner en rond, propriétaires d'un territoire stérile dont personne ne voulait mais qui prend soudain de la valeur quand les blancs s'entêtent à vouloir barrer leurs rivières d'énormes barrages hydro-électriques pour faire de non moins énormes profits, arrachant aux rochers l'énorme puissance de leurs eaux tumultueuses. Pourtant, jusqu'à présent, seuls les castors avaient le droit de dresser des barrages sur leurs rivières. Le territoire de la Baie James devient souvient alors un enjeu économique majeur dans lequel les indiens Wabamahigans risquent bien d'être broyés et leurs terres noyées sous le lac de retenue. Les indiens ne sont pas d'accord entre eux. Les plus jeunes espèrent utiliser la législation des blancs et les rivalités entre l'État Fédéral et le Québec pour aller en justice. Le chef Mestakoshi et le conseil des anciens eux qui ont de l'expérience, savent qu'il ne faut rien attendre de bien des blancs. Alors, le chef abandonne les avantages consentis par les blancs pour vivre comme ses ancêtres : il est un symbole de la résistance non-violente (chère à Clavel) au projet de barrage mais ce symbole sera impuissant à modifier le cours des choses.